# NGC 2270
NGC 2270 ist ein galaktischer offener Sternhaufen im Sternbild Monoceros nördlich des Himmelsäquators. 
Entdeckt wurde das Objekt am 26. Dezember 1786 von William Herschel.